# Анне, Сулейман
Сулейман Анне (англ. Souleymane Anne; род. 5 декабря 1997, Орлеан) — футболист, нападающий клуба «Дейнзе» и сборной Мавритании.

## Клубная карьера
Анне начал профессиональную карьеру выступая за клубы низших дивизионов Франции СМОК, «Саран», «Ангулем», «Орийяк Арпажо» и дублёров «Генгама». Летом 2020 года Сулейман подписал контракт с португальской «Тонделой». 3 октября в матче против «Браги» он дебютировал в Сангриш лиге. 21 февраля 2021 года в поединке против «Браги» игрок забил свой первый гол за «Тонделу». Летом 2021 года Анне перешёл в бельгийский «Виртон». В матче против «Ломмела» он дебютировал в бельгийской Челлендж-лиге. 26 сентября в поединке против «Дейнзе» Сулеёман забил свой первый гол за «Виртон». 

## Международная карьера
26 марта 2019 года в товарищеском матче против сборной Ганы Анне дебютировал за сборную Мавритании. В 2019 году Сулейман попал в заявку на участие в Кубке Африки в Египте. На турнире он сыграл в матче против сборной Туниса.